# Ion Furnică
Ion Furnică (n. 9 iunie 1931, Manta, raionul Cahul, Republica Moldova – d. 28 iulie 2015, Chișinău, Republica Moldova) a fost un dansator sovietic și moldovean, distins cu titlul de „Artist al Poporului” (1960) din RSS Moldovenească și Premiul de stat (1972) al URSS.

## Biografie
S-a născut în satul Manta din județul Cahul, Basarabia (România interbelică). A fost al patrulea din cei 7 copii ai familiei lui Dumitru și Tudorei Furnică. Și-a început activitatea în anul 1949, la Ansamblul de dansuri populare „Joc”. Printre cele mai cunoscute dansuri și scenete coregrafice cu participarea sa au fost: „M-am pornit la Chișinău”, „Baba mea”, rolul unui băiat în duetul На винограднике („La vie”), unui comandant în Котовцы („Kotovțî”), unui tânăr îndrăgostit în „Păcală”, unui lăutar în Скрипка („Vioara”). În 1957, la Festivalul de dans sovietic din Moscova, dansul „M-am pornit la Chișinău” jucat de Ion Furnică, Spiridon Mocanu, Liubomir Iorga și Nadejda Gorodețchi a luat marele premiu și medalia de aur.
A apărut pe scene din România, Belgia, Brazilia, Mexic, Germania, Ungaria, Chile, Cuba și alte țări. A fost laureat al Festivalului Mondial al Tineretului și Studenților din București (1953) și Moscova (1957).
Din 1972 a fost director artistic al ansamblului de dansuri populare „Ciocîrlia”. A lucrat și ca coregraf în ansamblurile „Tinerețea” ale Universității Tehnice din Moldova, „Spicușor” al Universității Agrare de Stat din Moldova, la Centrul pentru creativitate pentru copii și tineri „Miorița” din Chișinău.
A decedat la 28 iulie 2015. A fost înmormântat la Cimitirul Central din Chișinău.